# Marcus Storch
Marcus Storch, född 28 juli 1942 i Stockholm, är en svensk civilingenjör och industriman. Tillsammans med sin hustru Gunilla grundade han Tobiasregistret, Sveriges register för blodstamcellsdonatorer. Han har även varit styrelseordförande för Nobelstiftelsen mellan 2005 och 2013 och grundade dessutom organisationen Min Stora Dag.

## Biografi
Marcus Storch föddes som son till den judiske industrimannen Gilel Storch.
Storch utbildade sig vid Kungliga Tekniska högskolan och var från 1968 verksam inom gastillverkaren AGA och var dess verkställande direktör 1981–1996. Han har varit styrelseledamot i en rad bolag: Mekonomen, Axel Johnson AB, Nordstjernan, NCC och Dagens Industri. 1984 tilldelades Marcus Storch titeln Årets ledare. Storch var den förste som tilldelades utmärkelsen.
Storch har finansierat Raoul Wallenberg-monumentet utanför FN-högkvarteret i New York.
Under 2005–2013 var Storch styrelseordförande i Nobelstiftelsen. Han var en av grundarna av välgörenhetsorganisationen Min Stora Dag och var även denna stiftelses förste ordförande. 

## Tobiasregistret
Våren 1992, efter sonen Tobias död 1991, grundade han tillsammans med hustrun Gunilla Tobiasregistret.
Registret gör det möjligt att matcha donatorer och recipienter i behov av benmärgs- och/eller stamcellstransplantation. Registret samlar personer som vill donera blodstamceller till patienter utan matchande donator inom familjen. Donatorer måste ha matchande HLA-antigener med patienten för att minimera risken för avstötning. Registret är icke vinstdrivande och administreras av Region Stockholm. 2024 innehöll det cirka 240 000 registrerade givare.

## Utmärkelser
År 1996 utnämndes Storch till hedersdoktor i medicin vid Karolinska institutet. Han är också ledamot i Kungliga Vetenskapsakademien och Kungliga Ingenjörsvetenskapsakademien.